# CrossFit运动会
CrossFit运动会是混合健身主辦的年度体育赛事。  CrossFit运动会的冠軍會得到现金奖励。 
CrossFit运动会于2007年开始举办，每年举办一次，通常在夏季舉辦。首届比赛在阿羅默斯的一个牧场举行，起初参赛者和观众人数都很少，但後續CrossFit运动会的規模不斷擴大 。 